# Bragarædur
Bragarædur (nórdico antiguo: el discurso de Bragi) es una introducción evemerista de la Edda prosaica de Snorri Sturluson, un diálogo intermedio que precede a Gylfaginning. El discurso es la clave que une las tres principales secciones de la Edda: Gylfaginning, Skáldskaparmál y Hattatal, conciliando la primera parte con la segunda, cuya disimilitud a Gylfaginning han llevado a algunos estudiosos a teorizar que una u otra no es obra de Snorri. 
Bragarædur, describe un banquete en honor a Ægir, el dios del mar, en Asgard, donde Bragi a petición de Ægir relata como su esposa Idun fue capturada.  